# Antonietta Stella
Antonietta Stella (Perúgia, 15 de março de 1929 - Roma, 23 de fevereiro de 2022) foi uma soprano italiana, mundialmente conhecida por seu vocalismo e atuação expressiva nas óperas nas quais trabalhou de Milão a Tóquio. Esteve particularmente associada aos compositores Verdi e Puccini.